# Glitter Force
Smile Pretty Cure! (スマイルプリキュア！?, Sumairu Purikyua!, Smile Precure!) è la nona serie anime del franchise di Pretty Cure, creata da Izumi Tōdō e prodotta dalla Toei Animation. Trasmessa in Giappone su TV Asahi dal 5 febbraio 2012 al 27 gennaio 2013, in Italia è arrivato l'adattamento americano Glitter Force, la cui prima metà è diventata disponibile su Netflix dal 18 dicembre 2015 e la seconda dal 26 agosto 2016; la trasmissione televisiva della prima metà è avvenuta su Pop dal 10 al 19 giugno 2017.
Smile Pretty Cure! è preceduta da Suite Pretty Cure♪ e seguita da Dokidoki! Pretty Cure.

## Trama
Jubilandia, un regno felice nel quale i personaggi delle fiabe vivono insieme in armonia, viene attaccato da Nogo, sovrano del Regno delle Ombre, che mira a portare il mondo verso la fine. Per prevenire il disastro, la Regina Euphoria di Jubilandia si sacrifica per sigillare Nogo; tuttavia, i sottoposti del sovrano si dirigono sulla Terra per raccogliere dalla disperazione degli abitanti l'Energia Oscura che riporterà in vita il loro signore.
Per proteggere Jubilandia e recuperare la forza perduta, la regina manda cinque luci mistiche sulla Terra e ordina alla fata Candy di andare alla ricerca delle Leggendarie Guerriere Glitter Force, insieme alle quali deve raccogliere i Ciondoli Glitter, oggetti speciali rubati dai malvagi, che rappresentano la luce della felicità della regina. Arrivata sulla Terra, Candy incontra Emily, un'allegra studentessa di seconda media in ritardo per il primo giorno nella nuova scuola. Quando vengono attaccate, Emily si trasforma in Glitter Rosa e accetta di cercare con Candy le altre quattro guerriere, che si rivelano essere compagne di classe della ragazza, la simpatica Kelsey / Glitter Arancione, la fragile Lily / Glitter Gialla, la coraggiosa April / Glitter Verde e l'affidabile Chloe / Glitter Blu.

## Personaggi

### Glitter Force
Emily (星空 みゆき?, Hoshizora Miyuki, Miyuki Hoshizora) / Glitter Rosa (キュアハッピー?, Kyua Happī, Cure Happy)
Doppiata da: Misato Fukuen (ed. giapponese), Francesca Rinaldi (ed. italiana)
Ha 14 anni e frequenta la seconda media alla Rainbow Hills. Appassionata di favole a lieto fine, è positiva, energica e goffa, ma ha paura dei fantasmi. Nella versione originale, quando è felice esclama "Ultra Happy!" (「ウルトラハッピー！」?, "Urutora Happī!"). Ha scarso senso del risparmio, non è brava a scuola e nelle faccende domestiche, ma sa coinvolgere tutti col suo entusiasmo. Da piccola, invece, era molto timida e aveva difficoltà a fare amicizia e solo pian piano ha imparato a sorridere e a diventare più fiduciosa negli altri. Incontra Candy per la prima volta quando la creatura esce da un libro di fiabe mentre la ragazza è in ritardo per la scuola. Adora leggere libri illustrati, ne ha letti tantissimi, e ne crea uno suo dal titolo Saikō no smile (最高のスマイル? lett. "Il miglior sorriso"). Si trasforma in Glitter Rosa (Cure Happy), la Glitter Force della Luce; ottiene inoltre, assieme alle altre guerriere, il potere di trasformarsi in Principessa Rosa (Princess Happy) e in Regina Rosa (Ultra Happy). Quando diventa una mascotte a Jubilandia, nella versione originale finisce le frasi con l'intercalare "miyu" (「みゆ」?, "miyu").
Kelsey (日野 あかね?, Hino Akane, Akane Hino) / Glitter Arancione (キュアサニー?, Kyua Sanī, Cure Sunny)
Doppiata da: Asami Tano (ed. giapponese), Monica Vulcano (ed. italiana)
Ha 14 anni e frequenta la seconda media alla Rainbow Hills. È arrivata da Osaka un anno prima di Miyuki, parla il dialetto del Kansai e ama far ridere le persone con le sue battute. Quando ha un obiettivo, lo persegue con passione. Gioca a pallavolo e la sua famiglia gestisce un ristorante di okonomiyaki, che anche lei sa cucinare. A scuola non va molto bene in inglese, tuttavia viene incaricata di far conoscere la cultura locale a uno studente inglese arrivato per uno scambio culturale, Brian Taylor; lei se ne innamora, ma lui riparte dopo poche settimane, sebbene ogni tanto si scrivano delle lettere. Si trasforma in Glitter Arancione (Cure Sunny), la Glitter Force del Fuoco Solare; ottiene inoltre, assieme alle altre guerriere, il potere di trasformarsi in Principessa Arancione (Princess Sunny) e in Regina Arancione (Ultra Sunny). Quando diventa una mascotte a Jubilandia, nella versione originale finisce le frasi con l'intercalare "yanen" (「やねん」?, "yanen").
Lily (黄瀬 やよい?, Kise Yayoi, Yayoi Kise) / Glitter Gialla (キュアピース?, Kyua Pīsu, Cure Peace)
Doppiata da: Hisako Kanemoto (ed. giapponese), Simona Chirizzi (ed. italiana)
Ha 14 anni e frequenta la seconda media alla Rainbow Hills. Ha un aspetto fragile e scoppia facilmente a piangere; dimostra però di avere un carattere forte e non rompe mai le sue promesse. È leale, diligente e, quando si apre con gli altri, anche testarda. Il suo sogno è diventare mangaka, ma si vergogna a mostrare i suoi disegni alle altre persone; è una grande fan dei supereroi. Fa parte del club di fumetto, ma va male in matematica e conta lentamente sulle dita per fare le addizioni. Vive con la madre Chiharu, mentre il padre Yuichi è morto quando lei aveva cinque anni e ha pochi ricordi di lui. Con tenacia e sacrificio, crea il suo primo manga dal titolo Luce di Sole (ミラクルピース?, Mirakuru Pīsu, Miracle Peace), che riscuote un grande successo. Si trasforma in Glitter Gialla (Cure Peace), la Glitter Force del Fulmine; ottiene inoltre, assieme alle altre guerriere, il potere di trasformarsi in Principessa Gialla (Princess Peace) e in Regina Gialla (Ultra Peace). Quando diventa una mascotte a Jubilandia, nella versione originale finisce le frasi con l'intercalare "yayo" (「やよ」?, "yayo").
April (緑川 なお?, Midorikawa Nao, Nao Midorikawa) / Glitter Verde (キュアマーチ?, Kyua Māchi, Cure March)
Doppiata da: Marina Inoue (ed. giapponese), Greta Bonetti (ed. italiana)
Ha 14 anni e frequenta la seconda media alla Rainbow Hills. Coraggiosa e con un forte senso della giustizia, non le piace quando le cose vanno storte e per questo viene definita "un boss al femminile". È molto ammirata tra le ragazze e gioca a calcio nella squadra femminile della scuola. Ha tre fratelli e due sorelle più piccoli, a cui se ne aggiunge un'altra nata da poco, dei quali si prende cura come una mamma perché i genitori lavorano sodo per mantenere la famiglia. È brava nel cucito e ha paura dei fantasmi e degli insetti; non le piace il nattō e non riesce bene in storia perché fa fatica a memorizzare le persone e gli eventi. Si trasforma in Glitter Verde (Cure March), la Glitter Force del Vento; ottiene inoltre, assieme alle altre guerriere, il potere di trasformarsi in Principessa Verde (Princess March) e in Regina Verde (Ultra March). Quando diventa una mascotte a Jubilandia, nella versione originale finisce le frasi con l'intercalare "nao" (「なお」?, "nao").
Chloe (青木 れいか?, Aoki Reika, Reika Aoki) / Glitter Blu (キュアビューティ?, Kyua Byūti, Cure Beauty)
Doppiata da: Chinami Nishimura (ed. giapponese), Cristina Caparrelli (ed. italiana)
Ha 14 anni e frequenta la seconda media alla Rainbow Hills. È affidabile e di buone maniere, ma mette soggezione quando si arrabbia. È brava nello studio ed è molto popolare; pratica il kyūdō e fa parte del club d'arte. Compone poesie e tanka, e sa anche modellare le yunomi, delle tazze di ceramica. Inizialmente è la vicepresidentessa del consiglio studentesco, ma in seguito viene eletta presidentessa. La mattina, prima di andare a scuola, fa jogging con il fratello maggiore Junnosuke e aiuta la madre nelle faccende domestiche. Proviene da una famiglia molto antica: suo padre è un pittore, sua madre Shizuko pratica aikidō e suo fratello judo, mentre il capofamiglia, il nonno, è un esperto shodōka. È brava in tutte le materie e non ha carenze a scuola, infatti viene accettata da un programma di studio per un anno in Gran Bretagna, ma rifiuta per stare con le amiche. Si trasforma in Glitter Blu (Cure Beauty), la Glitter Force del Ghiaccio; ottiene inoltre, assieme alle altre guerriere, il potere di trasformarsi in Principessa Blu (Princess Beauty) e in Regina Blu (Ultra Beauty). Quando diventa una mascotte a Jubilandia, nella versione originale finisce le frasi con l'intercalare "desu" (「です」?, "desu").

### Regno delle Ombre
Nogo (ピエーロ?, Piēro, Pierrot)
Doppiato da: Tesshō Genda (ed. giapponese), Fabrizio Dolce (ed. italiana)
È l'imperatore del male che invade Jubiland ed è a capo dei cattivi di tutte le fiabe. Il suo obiettivo è portare finali tristi. È stato già battuto dalla Royal Queen e adesso, ogni volta che i suoi subordinati raccolgono Energia Negativa, si avvicina il momento della sua rinascita. È un clown gigantesco vestito di viola, con fiamme dello stesso colore che eruttano dalla testa. È molto potente e con un fiotto di Energia Negativa riesce facilmente a respingere il Diluvio delle Pretty Cure, ma non l'Esplosione Arcobaleno, che lo sconfigge; tuttavia, il suo nucleo diventa un asteroide, che viene raccolto da Joker per farlo rinascere una seconda volta. Viene infine sconfitto dalle Pretty Cure e Royal Candy.
Rascal (ジョーカー?, Jōkā, Joker)
Doppiato da: Yūji Mitsuya (ed. giapponese), Emilio Mauro Barchiesi (ed. italiana)
Il braccio destro di Pierrot, è il capo di Wolfrun, Majorina e Akaoni e ricorda un clown. Appassionato di acrobazie, è un sadico amante della distruzione. Può usare le carte da gioco per bloccare gli attacchi nemici e ha una spada con cui lancia attacchi oscuri; è anche in grado di evocare degli oggetti dal nulla. È colui che consegna i Akanbe dal naso blu ai propri subordinati, che ritiene fastidiosi; il suo obiettivo è trovare e distruggere il Gioiello Prodigioso, custodito da Candy, per impedire che qualcuno esprima il desiderio concesso dal magico oggetto e fermi la rinascita di Pierrot. Per questo rapisce Candy e, oltre allo Scrigno dei Ciondoli, ruba l'ultimo Ciondolo Glitter, impedendo così che Royal Queen torni in vita. Nei suoi capelli ci sono tre nasi di Akanbe, che può evocare quando vuole. Quando evoca Akanbe, il Libro Illustrato dell'Oscurità rende il cielo nero e viola. Viene sconfitto da Cure Beauty, ma torna in vita e si riscontra con lei, perdendo nuovamente. È inoltre il creatore delle Bad End Pretty Cure, nate dalla malvagità degli esseri umani, un naso nero di Akanbe e l'ultimo Ciondolo Glitter; quando anche queste ultime vengono sconfitte, sacrifica se stesso in preparazione all'avvento dell'imperatore Pierrot.
Ulric (ウルフルン?, Urufurun, Wolfrun)
Doppiato da: Tomoyuki Shimura (ed. giapponese), Maurizio Fiorentini (ed. italiana)
Al servizio di Pierrot, è un lupo umanoide che ricorda quello di Cappuccetto Rosso e I tre porcellini. Quando entra in azione, il Libro Illustrato dell'Oscurità fa calare la notte e nel cielo compare la luna piena; la sua forma finale è quella di un lupo dagli occhi rossi. Viene sconfitto da Cure Sunny, ma torna in vita. Successivamente gli viene data un'ultima possibilità di sconfiggere le Pretty Cure, scontrandosi prima contro Cure Sunny poi, ormai senza dimora, contro Cure Happy, rimanendo sconfitto entrambe le volte. Tornato buono, si rivela essere un abitante di Jubiland di nome Ricky (ウルルン?, Ururun, Ururun), schieratosi dalla parte di Joker perché veniva trattato male nel ruolo di cattivo delle fiabe. Ha anche una forma umana, Rick (ウルフ・ルンタロー?, Urufu Runtarō, Wolf Runtaro).
Bruto (アカオーニ?, Akaōni, Akaoni)
Doppiato da: Hiroshi Iwasaki (ed. giapponese), Bettino Carmo (ed. italiana)
Al servizio di Pierrot, è un demone dalla pelle rossa che ricorda l'oni della fiaba giapponese Momotarō. La sua arma è una clava di metallo, che usa per creare raffiche di vento; è inoltre vestito di pelle di tigre e finisce spesso le frasi con "oni". Quando entra in azione, il Libro Illustrato dell'Oscurità fa arrivare il tramonto; la sua forma finale è quella di un oni gigantesco. Viene sconfitto da Cure Peace, ma torna in vita e quando gli viene data un'ultima possibilità di sconfiggere le Pretty Cure, si riscontra con lei, perdendo nuovamente. Tornato buono, si rivela essere un abitante di Jubiland di nome Rufus (オニニン?, Oninin, Oninin), schieratosi dalla parte di Joker perché veniva trattato male nel ruolo di cattivo delle fiabe. Ha anche una forma umana, Brutus McBrut (アカイ・オニキチ?, Akai Onikichi, Akai Onikichi).
Bruja (マジョリーナ?, Majorīna, Majorina)
Doppiata da: Mīna Tominaga (ed. giapponese), Ludovica Marineo (ed. italiana)
Al servizio di Pierrot, è un'anziana strega vecchia e crudele di bassa statura che ricorda quella di Biancaneve e i sette nani e Hänsel e Gretel. Prova avversione per gli sforzi eccessivi e le buone intenzioni, e odia essere chiamata "vecchia"; è una brava inventrice e crea spesso oggetti magici da usare contro le Pretty Cure. Controlla tutto quello che succede con la sua sfera di cristallo e vola su una scopa. Quando entra in azione, il Libro Illustrato dell'Oscurità rende il cielo verde e fa comparire delle ragnatele; la sua forma finale è quella di una strega giovane e provocante che può creare copie di se stessa. Viene sconfitta da Cure March, ma torna in vita e quando le viene data un'ultima possibilità di sconfiggere le Pretty Cure, si riscontra con lei, perdendo nuovamente. Tornata buona, si rivela essere un abitante di Jubiland di nome Margy (マジョリン?, Majorin, Majorin), schieratasi dalla parte di Joker perché veniva trattata male nel ruolo di cattivo delle fiabe. Ha anche una forma umana, Mergerin (マジョウ・リナ?, Majō Rina, Majo Rina).
Buffoon (アカンベェ?, Akanbē, Akanbe)
Doppiato da: Hiro Sasaki (ed. giapponese), Marco Bonetti (ed. italiana)
È il mostro evocato dai subordinati di Pierrot. Si forma fondendo un oggetto comune a un naso rosso da clown contenente l'energia di Pierrot. Oltre a quello rosso, ne esistono altri come quello blu che non ha bisogno di un Ciondolo Glitter per essere evocato, quello giallo che è formato da quindici Ciondoli, e quello Super (スーパー?, Sūpā) che è formato da due Ciondoli ma ha la tendenza a sfuggire al controllo. Infine Joker riesce a realizzare quello dell'Oscurità (ハイパー?, Haipā, Hyper), che si ottiene utilizzando un naso nero e fondendosi con Akanbe: questo dà all'evocatore il controllo diretto e il mostro è più resistente agli attacchi avversari; Joker è l'unico che riesce ad evocarlo senza aver bisogno di fondersi con lui.
Giganti delle Ombre (絶望の巨人?, Zetsubō no Kyojin)
Doppiati da: Hiro Sasaki (ed. giapponese)
Sono dei giganti neri che appaiono alla rinascita di Nogo. Sono gli stessi che portarono alla disperazione Jubilandia.

#### Glitter Force delle Ombre
Le Glitter Force delle Ombre (バッドエンドプリキュア?, Baddo Endo Purikyua, Bad End Pretty Cure) sono le controparti malvagie delle Pretty Cure, create da Joker con la malvagità degli esseri umani, un naso nero di Akanbe e l'ultimo Ciondolo Glitter. Si curano solo della propria felicità, cibandosi delle disgrazie altrui. Vengono sconfitte dalle Pretty Cure.
Glitter Rosa delle Ombre (バッドエンドハッピー?, Baddo Endo Happī, Bad End Happy)
Doppiata da: Misato Fukuen (ed. giapponese), Francesca Rinaldi (ed. italiana)
È la controparte malvagia di Cure Happy, contro la quale combatte tra rocce fluttuanti. Ama essere felice, ma trova la gioia solo nella miseria e nella sofferenza altrui, che la fanno sentire fortunata. Vuole riempire il mondo di disperazione. Il suo attacco è Fuoco Distruttore (バッドエンド・シャワー?, Baddo Endo Shawā, Bad End Shower).
Glitter Arancione delle Ombre (バッドエンドサニー?, Baddo Endo Sanī, Bad End Sunny)
Doppiata da: Asami Tano (ed. giapponese), Monica Vulcano (ed. italiana)
È la controparte malvagia di Cure Sunny, contro la quale combatte in una terra al tramonto. Afferma che gli amici non servono e che vuole essere il sole che brucia tutto. Il suo attacco è Palla di Fuoco (バッドエンド・ファイヤー?, Baddo Endo Faiyā, Bad End Fire).
Glitter Gialla delle Ombre (バッドエンドピース?, Baddo Endo Pīsu, Bad End Peace)
Doppiata da: Hisako Kanemoto (ed. giapponese), Simona Chirizzi (ed. italiana)
È la controparte malvagia di Cure Peace, contro la quale combatte tra fiori giganti. Afferma che portare la pace nel mondo è impossibile; si finge debole e scoppia a piangere per ingannare l'avversario, approfittando di quando abbassa la guardia per attaccare. Il suo attacco è Fulmine (バッドエンド・サンダー?, Baddo Endo Sandā, Bad End Thunder).
Glitter Verde delle Ombre (バッドエンドマーチ?, Baddo Endo Māchi, Bad End March)
Doppiata da: Marina Inoue (ed. giapponese), Greta Bonetti (ed. italiana)
È la controparte malvagia di Cure March, contro la quale combatte tra le nuvole. Crede che un vero sportivo dovrebbe combattere i suoi avversari senza rimorso, schiacciando i più deboli. È la più spietata di tutte. Il suo attacco è Calcio d'Angolo (バッドエンド・シュート?, Baddo Endo Shūto, Bad End Shoot).
Glitter Blu delle Ombre (バッドエンドビューティ?, Baddo Endo Byūti, Bad End Beauty)
Doppiata da: Chinami Nishimura (ed. giapponese), Cristina Caparrelli (ed. italiana)
È la controparte malvagia di Cure Beauty, contro la quale combatte sotto la luna piena tra alberi di ghiaccio. Afferma che solo la bellezza merita di esistere e che tutto il resto è inutile. Possiede una spada e il suo attacco è Valanga (バッドエンド・ブリザード?, Baddo Endo Burizādo, Bad End Blizzard).

### Jubilandia
Candy (キャンディ?, Kyandi)
Doppiata da: Ikue Ōtani (ed. giapponese), Fabiola Bittarello (ed. italiana)
È una fata simile a un agnellino, con lunghe orecchie ricce e morbide, e proviene da Jubiland. Arriva sulla Terra alla ricerca delle Leggendarie Guerriere passando per un libro che collega i due mondi. È smemorata e ha un fratello maggiore di nome Pop, al quale vuole molto bene. Le piace la moda e pettinare i capelli in tanti modi diversi. In presenza di estranei resta nascosta nella borsa di Miyuki, oppure finge di essere un pupazzo; a volte però si comporta in modo maldestro e corre il rischio di essere scoperta. Può capire il linguaggio degli insetti e finisce le frasi con l'intercalare "kuru" (「クル」?, "kuru"). In una circostanza, a causa di uno scambio di corpi con Miyuki, quest'ultima, nel corpo di Candy, si trasforma in Cure Candy: si presenta dicendo «Magia e innocenza, la forza di un desiderio, io sono Glitter Candy!» (「クルクルきらめく未来の光、キュアキャンディ！」?, «Kurukuru kirameku mirai no hikari, Kyua Kyandi!») e l'attacco è sempre la Happy Shower. Possiede un grande potere, a sua insaputa, che aiuta le Pretty Cure; per questo viene rapita da Joker, che la vede come un intralcio ai suoi piani, ma viene liberata. Si trasforma improvvisamente nel Gioiello Prodigioso, oggetto in grado di realizzare un desiderio: la Royal Queen rivela quindi che Candy è sua figlia, l'erede al trono di Jubiland, e che il Gioiello Prodigioso è la fase d'ibernazione che precede la rinascita come nuova regina. Pur cambiando forma, Candy è ancora troppo giovane e non dispone di potere sufficiente per sconfiggere il male, ma aiuta le Pretty Cure nella battaglia finale. Diventando la nuova sovrana, prende il nome di Regina Candy (ロイヤルキャンディ?, Roiyaru Kyandi, Royal Candy).
Pop (ポップ?, Poppu)
Doppiato da: Daisuke Sakaguchi (ed. giapponese), Massimo Corizza (ed. italiana)
Il fratello maggiore di Candy, è una fata dall'aspetto simile a un leone e ha una forma umana, nella quale gli rimangono però le orecchie e la coda, che usa per partecipare ad un film. Arriva sulla Terra, portando con sé lo Scrigno dei Ciondoli, e spiega alle Glitter Force la loro missione di guerriere, ma riparte subito dopo perché deve svolgere mansioni a Jubiland. S'arrabbia se qualcuno lo definisce "carino" e arrossisce quando invece lo definiscono "forte". È un ninja e può trasformarsi in qualunque cosa. Conosce molte cose del suo regno e funge da informatore per le Pretty Cure. Con la comparsa dell'Orologio Reale, si trasferisce per un po' di tempo sulla Terra. Durante la battaglia finale, protegge il Gioiello Prodigioso dai nemici. Finisce le frasi con l'intercalare "de gozaru" (「でござる」?, "de gozaru").
Regina Euphoria (ロイヤルクイーン?, Roiyaru Kuīn, Royal Queen)
Doppiata da: Sumi Shimamoto (ed. giapponese), Ludovica Marineo (ed. italiana)
La regina di Jubiland, quando il suo regno è stato attaccato dai malvagi i Ciondoli Glitter che formavano il suo potere sono stati rubati, ma, con quel poco rimastole, è riuscita a sigillare il capo dei nemici. Manda Candy sulla Terra alla ricerca delle Pretty Cure, che recupereranno i Ciondoli Glitter per farla tornare potente come un tempo. Tuttavia, una volta riempito lo Scrigno dei Ciondoli, decide di usarne l'energia per conferire alle Pretty Cure la Modalità Principessa e aiutarle in battaglia; riempito nuovamente, lo Scrigno rivela l'Orologio Reale, dove al suo interno è nascosta l'essenza della regina. Durante lo scontro finale, poco dopo aver rivelato che Candy è sua figlia, non avendo più energie, scompare per sempre e lascia il trono all'erede.

### Altri personaggi
Ikuyo Hoshizora (星空 育代?, Hoshizora Ikuyo)
Doppiata da: Mariko Kouda (ed. giapponese), Ludovica Marineo (ed. italiana)
È la madre di Miyuki. Ha un carattere gentile e calmo, ed è brava a cucinare.
Hiroshi Hoshizora (星空 博司?, Hoshizora Hiroshi)
Doppiato da: Toshihiko Seki (ed. giapponese), ? (ed. italiana)
È il padre di Miyuki e fa l'editore per una rivista.
Tae Hoshizora (星空 タエ?, Hoshizora Tae)
Doppiata da: Yoshiko Matsuo (ed. giapponese)
È la nonna di Miyuki, vive tra le montagne e il suo ottimismo le impedisce di farsi prendere dalla disperazione ed emettere Energia Oscura quando i nemici attaccano. Non ha mai voluto andare a vivere in città con la famiglia di Miyuki perché il posto dove si trova adesso la rende felice e lo definisce il suo tesoro segreto. Ha influenzato il suo amore per i racconti alla nipote, insegnandole a sorridere.
Masako Hino (日野 正子?, Hino Masako)
Doppiata da: Satsuki Yukino (ed. giapponese), ? (ed. italiana)
È la madre di Akane ed è l'unica persona in famiglia a non saper cucinare gli okonomiyaki. Nel ristorante fa quindi le pulizie.
Daigo Hino (日野 大悟?, Hino Daigo)
Doppiato da: Masaki Terasoma (ed. giapponese), ? (ed. italiana)
È il padre di Akane e gestisce un negozio di okonomiyaki che porta il nome della figlia perché è stato aperto quando è nata. Mette molto sentimento nel preparare i suoi piatti e viene ripagato con l'affetto dei clienti che li apprezzano.
Genki Hino (日野 げんき?, Hino Genki)
Doppiato da: Ryōko Shiraishi (ed. giapponese), ? (ed. italiana)
È il fratello minore di Akane, ha 13 anni e, come la sorella, frequenta la scuola media Rainbow Hills. Gioca a basket. È un tipo sfacciato, e lui e Akane si punzecchiano sempre. Nel ristorante di famiglia aiuta come cameriere.
Chiharu Kise (黄瀬 千春?, Kise Chiharu)
Doppiata da: Kyōko Hikami (ed. giapponese), Ludovica Marineo (ed. italiana)
È la giovane madre di Yayoi e lavora per un'associazione di moda per bambini. Conosce la madre di Erika, una delle protagoniste di HeartCatch Pretty Cure!.
Yuichi Kise (黄瀬 勇一?, Kise Yūichi)
Doppiato da: Shūhei Sakaguchi (ed. giapponese)
È il padre defunto di Yayoi, della quale ha scelto il nome. È morto quando Lily aveva cinque anni.
Tomoko Midorikawa (緑川 とも子?, Midorikawa Tomoko)
Doppiata da: Rie Takahashi (ed. giapponese), ? (ed. italiana)
È la madre di Nao che dà alla luce il suo settimo figlio, una bambina che chiama Yui.
Genji Midorikawa (緑川 源次?, Midorikawa Genji)
Doppiato da: Nobutoshi Canna (ed. giapponese), ? (ed. italiana)
È il padre di Nao e fa il carpentiere. È molto affettuoso e quando sta a casa gioca sempre con i figli.
Calvin (緑川 けいた?, Midorikawa Keita, Keita Midorikawa)
Doppiato da: Yuka Terasaki (ed. giapponese), ? (ed. italiana)
È il secondogenito della famiglia Midorikawa e fratello minore di Nao. Ha i capelli corti castano scuro e ama fare scherzi.
Harriet (緑川 はる?, Midorikawa Haru, Haru Midorikawa)
Doppiata da: Chinatsu Akasaki (ed. giapponese), ? (ed. italiana)
È la terzogenita della famiglia Midorikawa e sorella minore di Nao. Ha i capelli lunghi castano scuro, con una coda laterale. Si prende cura di Kota.
Hanna (緑川 ひな?, Midorikawa Hina, Hina Midorikawa)
Doppiata da: Yukiyo Fujii (ed. giapponese), ? (ed. italiana)
È la quartogenita della famiglia Midorikawa e sorella minore di Nao. Ha i capelli castano chiaro legati in due codini.
Hugo (緑川 ゆうた?, Midorikawa Yūta, Yuta Midorikawa)
Doppiato da: Ikumi Nakagami (ed. giapponese), ? (ed. italiana)
È il quintogenito della famiglia Midorikawa e fratello minore di Nao. Ha i capelli corti nocciola. Quando incontra Candy per la prima volta, la scambia per un procione.
Cody (緑川 こうた?, Midorikawa Kōta, Kota Midorikawa)
Doppiato da: Ryōko Hikida (ed. giapponese), ? (ed. italiana)
È il sestogenito della famiglia Midorikawa e fratello minore di Nao. Ama i pupazzi soffici e per questo gli piace molto Candy.
Nina (緑川 ゆい?, Midorikawa Yui, Yui Midorikawa)
Doppiata da: Marina Inoue (ed. giapponese)
È l'ultimogenita della famiglia Midorikawa e sorella minore di Nao. Ha i capelli castani. Nasce durante la serie.
Shizuko Aoki (青木 静子?, Aoki Shizuko)
Doppiata da: Emi Shinohara (ed. giapponese), ? (ed. italiana)
È la madre di Reika e pratica aikidō.
Junnosuke Aoki (青木 淳之介?, Aoki Junnosuke)
Doppiato da: Kiyohito Yoshikai (ed. giapponese), ? (ed. italiana)
È il fratello maggiore di Reika, con la quale fa jogging ogni mattina. Pratica judo e porta gli occhiali.
Sotaro Aoki (青木 曾太郎?, Aoki Sōtarō)
Doppiato da: Tomomichi Nishimura (ed. giapponese), Marco Bonetti (ed. italiana)
È il nonno di Reika ed è un esperto shodōka.
Signorina Mason (佐々木 なみえ?, Sasaki Namie, Namie Sasaki)
Doppiata da: Ryōko Ono (ed. giapponese), Cinzia Villari (ed. italiana)
È l'insegnante della classe delle Pretty Cure.
Jared (入江?, Irie, Irie)
Doppiato da: Tomoyuki Higuchi (ed. giapponese), ? (ed. italiana)
Il presidente del consiglio studentesco, è un ragazzo affascinante e molto popolare tra le ragazze. Reika lo aiuta spesso nei suoi incarichi.
Teresa (寺田 るな?, Terada Runa, Runa Terada)
Doppiata da: Chinatsu Akasaki (ed. giapponese), ? (ed. italiana)
È la tesoriera del consiglio studentesco.
Kevin (くらた?, Kurata, Kurata)
Doppiato da: ? (ed. giapponese), ? (ed. italiana)
È il segretario del consiglio studentesco.
Ian (井上 せいじ?, Inoue Seiji, Seiji Inoue)
Doppiato da: Tomoyuki Higuchi (ed. giapponese), ? (ed. italiana)
È un compagno di classe delle Pretty Cure.
Nathaniel (豊島 ひでかず?, Toyoshima Hidekazu, Hidekazu Toyoshima), Teddy (宗本 しんや?, Munemoto Shinya, Shinya Munemoto) & Satoshi Kimura (木村 さとし?, Kimura Satoshi)
Doppiati da: Junko Minagawa, Mitsuteru Nagato e Shusaku Shirakawa (ed. giapponese)
Sono dei compagni di classe delle Pretty Cure e suonano rispettivamente la chitarra, la batteria e la tastiera nella banda musicale.
Mayu Okada (岡田 まゆ?, Okada Mayu)
Doppiata da: Chinatsu Akasaki (ed. giapponese), ? (ed. italiana)
È una compagna di classe delle Pretty Cure e ama lo shopping.
FUJIWARA
Doppiati da: FUJIWARA (Toshifumi Fujimoto e Takayuki Haranishi) (ed. giapponese)
Sono una coppia di comici invitati come ospiti speciali a un concorso per commedianti a cui partecipano Miyuki e le altre. Akane è una loro grande fan. Scoprono l'identità delle Pretty Cure, e le aiutano a battere i nemici, ma promettono di mantenere il segreto. I personaggi sono un omaggio all'omonimo duo comico giapponese esistente.
Matsubara (松原?, Matsubara)
Doppiato da: Shusaku Shirakawa (ed. giapponese)
È un poliziotto che fa servizio a Rainbow Hills. Bruja lo incontra spesso quando perde le sue invenzioni.
Brian Taylor (ブライアン・テイラー?, Buraian Teirā)
Doppiato da: Tetsuya Kakihara (ed. giapponese)
È uno studente inglese che arriva per uno scambio culturale. Incontra Akane, la quale si prende una cotta per lui; conosce solo qualche parola di giapponese, quindi gli è molto difficile riuscire a comunicare. Riparte dopo tre settimane, durante le quali ha modo di conoscere la cultura giapponese attraverso la scuola e la città, ma rimane in contatto con Akane.

## Oggetti magici
Cofanetto Glitter (スマイルパクト?, Sumairu Pakuto, Smile Pact)
È il portacipria utilizzato dalle Glitter Force per trasformarsi utilizzando i Ciondoli Glitter a forma di fiocco. Il nodo del fiocco ha forme diverse per ogni Glitter Force: cuore per Glitter Rosa, cerchio per Glitter Arancione, stella per Glitter Gialla, diamante per Glitter Verde e rombo per Glitter Blu. Altri Ciondoli Glitter possono essere inseriti nel cofanetto per ottenere abilità particolari o per sfamare Candy. Viene usato anche per attaccare, ma bisogna prima caricarlo con il necessario spirito combattivo tanto da farlo brillare.
Ciondoli Glitter (キュアデコル?, Kyua Dekoru, Cure Decor)
Sono oggetti magici rubati dal Regno delle Ombre e trasformati da Nogo nei nasi da pagliaccio rossi utilizzati per creare Buffoon. Non solo sono in grado di ridare forza alla Regina Euphoria, ma anche di prevenire un finale triste. Ogni Ciondolo Glitter simbolizza la fonte del potere della felicità della regina. L'Ultra Ciondolo Glitter, un Ciondolo alato potenzia gli attacchi di base delle Glitter Force.
Libro Illustrato dell'Oscurità (闇の絵本?, Yami no Ehon)
È un libro utilizzato dai nemici quando attaccano e rappresenta il futuro. Quando una sua pagina viene sporcata con l'inchiostro nero dell'Oscurità, rende il mondo una realtà alternativa nella quale dominano i finali tristi, facendo perdere alle persone la volontà di vivere e generando così Energia Oscura.
Scrigno dei Ciondoli (デコルデコール?, Dekoru Dekōru, Decor Decor)
È uno scrigno nel quale vengono custoditi i Ciondoli Glitter recuperati dalle Glitter Force. Se viene usato con il Ciondolo a forma di cellulare, permette di contattare Jubilandia. Viene rubato, insieme all'ultimo Ciondolo, da Rascal, ma viene in seguito recuperato. Una volta riempito la prima volta, Euphoria decide di usare la sua energia per conferire alle Glitter Force la Modalità Principessa; quando viene riempito per la seconda volta, rivela l'Orologio Reale.
Principessa Bacchetta (プリンセスキャンドル?, Purinsesu Kyandoru, Princess Candle)
È l'arma delle Glitter Force donata loro dalla Regina Euphoria. È una bacchetta con l'impugnatura a forma di cuore, che si sviluppa in un unicorno. In cima è posto un diamante.
Orologio Reale (ロイヤルクロック?, Roiyaru Kurokku, Royal Clock)
È un orologio alato che appare quando viene completato per la seconda volta lo Scrigno dei Ciondoli. Permette alle Glitter Force di comunicare con la Regina Euphoria ed evocare attacchi. Ogni volta che questo viene usato, la lancetta si muove avanti di uno e, arrivato al numero 12, la Regina Euphoria potrà rinascere.
Gioiello Prodigioso (ミラクルジュエル?, Mirakuru Jueru, Miracle Jewel)
È un uovo avvolto da ali piumate che, secondo una leggenda di Jubilandia, realizza i desideri. Candy si trasforma improvvisamente in esso: la Regina Euphoria rivela quindi che l'oggetto è la fase d'ibernazione che precede la rinascita di nuova sovrana del regno.

## Trasformazioni e attacchi

### Glitter Rosa
- Trasformazione: Emily usa il Cofanetto Glitter e il Ciondolo Glitter per trasformarsi e, diventata Glitter Rosa, si presenta al nemico.

- Tempesta di Scintille (ハッピー・シャワー?, Happī Shawā, Happy Shower): è l'attacco di Glitter Rosa. Il Cofanetto Glitter si trasforma in energia, con la quale la Glitter Force disegna un cuore con entrambe le mani. Dopo averlo compresso in un cuore più piccolo, lo afferra e lo lancia contro il nemico, purificandolo.

- Cenerentola Bufera di Scintille (シンデレラ・ハッピー・シャワー?, Shinderera Happī Shawā, Cinderella Happy Shower): è l'attacco di Principessa Rosa, utilizzato nell'episodio 31 (39 in originale). La Glitter Force forma un cuore con entrambe le mani, poi diventa gigantesco e lo lancia contro il nemico purificandolo.

- Tempesta di Scintille Brillanti / Incandescenti (ハッピー・シャワー・シャイニング?, Happī Shawā Shainingu, Happy Shower Shining): è l'attacco di Glitter Rosa con l'Ultra Ciondolo Glitter, utilizzato per la prima volta nell'episodio 36 (44 in originale). La Glitter Force, avvolta dalla luce, crea un enorme cuore, dal quale scaturisce un grande vortice, che scaglia contro il nemico. Nell'episodio 39 (47 in originale), invece, lancia un raggio di luce rosa verso l'alto, che si divide in tanti altri più piccoli.

#### Super-Rosa-Robot
Nell'episodio 28 (35 in originale), Glitter Rosa viene trasformata in un robot, Super-Rosa-Robot (ハッピーロボ?, Happī Robo, Happy Robot), comandato dall'interno dalle altre guerriere.
- Pugno Rosa (ハッピー・パンチ?, Happī Panchi, Happy Punch): colpisce il nemico con un pugno.
- Scudo Rosa (ハッピー・バリアー?, Happī Bariā, Happy Barrier): crea una barriera di luce rosa che le fa da scudo contro il nemico.
- Calcio Rosa (ハッピー・キック?, Happī Kikku, Happy Kick): colpisce il nemico con un calcio.
- Uper Pugno Rosa (ウルトラハッピー・パンチ?, Urutora Happī Panchi, Ultra Happy Punch): lancia il proprio pugno, avvolto di energia rosa, contro il nemico.

### Glitter Arancione
- Trasformazione: Kelsey usa il Cofanetto Glitter e il Ciondolo Glitter per trasformarsi e, diventata Glitter Arancione, si presenta al nemico.

- Fuoco di Scintille (サニー・ファイヤー?, Sanī Faiyā, Sunny Fire): è l'attacco di Glitter Arancione. Il Cofanetto Glitter si trasforma in una palla di fuoco che la Glitter Force schiaccia contro il nemico, purificandolo.

- Fuoco di Scintille Inferno (サニー・ファイヤー・バーニング?, Sanī Faiyā Bāningu, Sunny Fire Burning): è l'attacco di Glitter Arancione con l'Ultra Ciondolo Glitter, utilizzato per la prima volta nell'episodio 32 (40 in originale). La Glitter Force, circondata dalle fiamme, crea una palla di fuoco gigante, che lancia contro il nemico.

### Glitter Gialla
- Trasformazione: Lily usa il Cofanetto Glitter e il Ciondolo Glitter per trasformarsi e, diventata Glitter Gialla, si presenta al nemico.

- Fulmine di Scintille (ピース・サンダー?, Pīsu Sandā, Peace Thunder): è l'attacco di Glitter Gialla. Il Cofanetto Glitter si trasforma in fulmini, che convergono sulle dita della Glitter Force: questa, dopo un giro su se stessa, rilascia le saette contro il nemico, purificandolo.

- Lampo di Scintille Uragano (ピース・サンダー・ハリケーン?, Pīsu Sandā Harikēn, Peace Thunder Hurricane): è l'attacco di Glitter Gialla con l'Ultra Ciondolo Glitter, utilizzato per la prima volta nell'episodio 33 (41 in originale). La Glitter Force, investita dai fulmini, crea una sfera di elettricità sopra di sé e, dopo un giro su se stessa, la lancia contro il nemico.

### Glitter Verde
- Trasformazione: April usa il Cofanetto Glitter e il Ciondolo Glitter per trasformarsi e, diventata Glitter Verde, si presenta al nemico.

- Scarica di Scintille (マーチ・シュート?, Māchi Shūto, March Shoot): è l'attacco di Glitter Verde. Il Cofanetto Glitter si trasforma in vento, che la Glitter Force comprime in una palla e calcia contro il nemico, purificandolo.

- Esplosione di Scintille Massimo Impatto (マーチ・シュート・インパクト?, Māchi Shūto Inpakuto, March Shoot Impact): è l'attacco di Glitter Verde con l'Ultra Ciondolo Glitter, utilizzato per la prima volta nell'episodio 34 (42 in originale). La Glitter Force, formando un tornado, gira su se stessa e crea una palla, che calcia contro il nemico.

### Glitter Blu
- Trasformazione: Chloe usa il Cofanetto Glitter e il Ciondolo Glitter per trasformarsi e, diventata Glitter Blu, si presenta al nemico.

- Bufera di Scintille (ビューティ・ブリザード?, Byūti Burizādo, Beauty Blizzard): è l'attacco di Glitter Blu. Il Cofanetto Glitter si trasforma in ghiaccio, che la Glitter Force concentra nella mano destra sotto forma di palla di neve; disegna poi un fiocco di neve con la mano sinistra e, dopo averlo combinato con la palla di neve, scaglia una tempesta gelata contro il nemico, purificandolo.

- Bufera di Scintille Freccia (ビューティ・ブリザード・アロー?, Byūti Burizādo Arō, Beauty Blizzard Arrow): è l'attacco di Glitter Blu con l'Ultra Ciondolo Glitter, utilizzato per la prima volta nell'episodio 35 (43 in originale). La Glitter Force unisce due spade di ghiaccio per l'elsa, creando un arco, e scocca una freccia fatta di ghiaccio contro il nemico.

### In gruppo
- Presentazione: è la frase di presentazione di gruppo delle cinque Glitter Force una volta conclusasi la trasformazione. Nell'episodio 31 (39 in originale), Glitter Rosa si presenta così, pur essendo sola.

- Pechanko Attack (ぺちゃんこアタック?, Pechanko Atakku): è un attacco che viene utilizzato solo nell'episodio 6. Dopo che Pop, trasformatosi in una piastra per pancake, ha catturato Buffoon, le Glitter Force si lanciano sopra di lui, chiudendo la piastra. Nella versione italiana non ha un nome specifico.

- Diluvio (レインボー・ヒーリング?, Reinbō Hīringu, Rainbow Healing): è il primo attacco di gruppo delle Glitter Force, utilizzato per la prima volta nell'episodio 11 (12 in originale). Le Leggendarie Guerriere inseriscono i Ciondoli Tiara creati da Candy nel Cofanetto Glitter, trasformando così la normale tiara bianca in una dorata. Dopo aver unito le mani e aver evocato l'attacco, alzano l'altra al cielo: la bolla di luce bianca che circonda le Glitter Force diventa un muro arcobaleno, che investe il nemico, purificandolo.

- Trasformazione (Modalità Principessa (プリンセス・フォーム?, Purinsesu Fōmu, Princess Form)): è la trasformazione delle Glitter Force in Modalità Principessa. Il Royal Decor evoca le Principessa Bacchette, nelle quali vengono inseriti i Super Princess Cure Decor: quello di Glitter Rosa è un fiore di ciliegio, quello di Glitter Arancione una rosa rossa, quello di Glitter Gialla una stella cadente, quello di Glitter Verde un quadrifoglio e quello di Glitter Blu un fiocco di neve. Nell'episodio 31 (39 in originale), Glitter Rosa si trasforma da sola.

- Esplosione Arcobaleno (レインボー・バースト?, Reinbō Bāsuto, Rainbow Burst): è il secondo attacco di gruppo delle Glitter Force, utilizzato per la prima volta nell'episodio 20 (23 in originale). Dopo aver ottenuto la Modalità Principessa, le Glitter Force cavalcano dei pegasi di luce e combinano i poteri delle Principessa Bacchette per formare un enorme Pegaso bianco che colpisce il nemico con un raggio arcobaleno.

- Esplosione Arcobaleno Reale (ロイヤル・レインボー・バースト?, Roiyaru Reinbō Bāsuto, Royal Rainbow Burst): è il terzo attacco di gruppo delle Glitter Force, utilizzato per la prima volta nell'episodio 27 (32 in originale). Dopo aver ottenuto la Modalità Principessa, le Glitter Force cavalcano dei pegasi di luce e combinano i poteri delle Principessa Bacchette per formare un'enorme Fenice dorata, creata dall'Orologio Reale, che colpisce il nemico con un raggio arcobaleno.

- Esplosione di Fuoco di Scintille (ファイヤー・シュート?, Faiyā Shūto, Fire Shoot): è l'attacco combinato di Glitter Verde e Glitter Arancione, usato per la prima volta nell'episodio 39 (47 in originale). Glitter Verde crea una palla di vento, che lancia a Glitter Arancione, la quale le dà fuoco, colpendo il nemico.

- Bufera di Lampi di Scintille (サンダー・ブリザード?, Sandā Burizādo, Thunder Blizzard): è l'attacco combinato di Glitter Blu e Glitter Gialla, usato per la prima volta nell'episodio 39 (47 in originale). Glitter Blu crea dal suo arco di ghiaccio un blocco di ghiaccio, che Glitter Gialla elettrifica, colpendo il nemico.

- Trasformazione (Modalità Regina (ウルトラ・フォーム?, Urutora Fōmu, Ultra Form)): è la trasformazione delle Glitter Force in Modalità Regina, eseguita nell'episodio 39 (47 in originale).
- Esplosione Arcobaleno (2ª versione) (ウルトラ・レインボー・バースト?, Urutora Reinbō Bāsuto, Ultra Rainbow Burst): è il primo attacco di gruppo delle Glitter Force in Modalità Regina, utilizzato nell'episodio 40 (48 in originale). Le Glitter Force Modalità Regina cavalcano dei pegasi di luce e combinano i poteri delle Principessa Bacchette per formare un'enorme Fenice dorata, creata dall'Orologio Reale, che colpisce il nemico con un raggio arcobaleno.

- Esplosione Arcobaleno (3ª versione) (ミラクル・レインボー・バースト?, Mirakuru Reinbō Bāsuto, Miracle Rainbow Burst): è il secondo attacco di gruppo delle Glitter Force in Modalità Regina insieme a Regina Candy, utilizzato nell'episodio 40 (48 in originale). Le Glitter Force in Modalità Regina, insieme a Regina Candy, combinano i poteri delle Principessa Bacchette e del Gioiello Prodigioso per formare un'enorme Fenice dorata, dal quale sboccia una grande Glitter Force, che avvolge il nemico, sconfiggendolo.

- Trasformazione (Modalità Eterna (エターナル・フォーム?, Etānaru Fōmu, Eternal Form)): è la trasformazione delle Glitter Force in Modalità Eterna, eseguita nel romanzo. Gli attacchi prendono la denominazione "Eternal".

## Luoghi
Jubilandia (メルヘンランド?, Meruhenrando, Märchenland)
È un regno magico nel quale le fiabe vivono in armonia; tuttavia, nel suo territorio c'è un'assemblea che riunisce i cattivi delle fiabe, il Regno delle Ombre, che ne blocca il tempo. Alla sconfitta provvisoria del regno oscuro, il tempo torna a scorrere.
Regno delle Ombre (バッドエンド王国?, Baddo Endo Ōkoku, Regno Bad End)
Vicino a Jubilandia, è un regno oscuro immerso nella notte nel quale vivono gli antagonisti delle fiabe. La base è in un castello.
Rainbow Hills (七色ヶ丘市?, Nanairogaoka-shi, Nanairogaoka)
È la città dove vivono le Glitter Force.
Scuola media Rainbow Hills (七色ヶ丘中学校?, Nanairogaoka chūgakkō, Scuola media Nanairogaoka)
È la scuola frequentata dalle Glitter Force.
Biblioteca delle Leggende (ふしぎ図書館?, Fushigi toshokan)
È la base segreta delle Glitter Force al di fuori del mondo, in cui i comuni umani non possono entrare. Vi si accede tramite la Porta del Libro (本の扉?, Hon no Tobira), un grande scaffale attraverso il quale, pensando intensamente e spostando i libri sui ripiani in un determinato ordine, si può viaggiare in un luogo preciso e raggiungere ogni altra libreria del mondo.
Ristorante di okonomiyaki Akane (お好み焼き屋 あかね?, Okonomiyaki-ya Akane)
È il ristorante di okonomiyaki della famiglia di Kelsey.

## Episodi
Nella versione occidentale, distribuita anche in lingua italiana, gli episodi 10, 17, 19, 26-27, 33-34 e 36 della versione originale sono stati saltati.

### Sigle
Le sigle originali di apertura e di chiusura sono composte da Hideaki Takatori con i testi di Sumiyo Mutsumi per l'apertura e la seconda finale e Minori per la prima finale.
Sigla di apertura
- Let's go! Smile Precure! (Ｌｅｔ'ｓ ｇｏ！スマイルプリキュア！?), cantata da Aya Ikeda

Sigla di chiusura
- Yay! Yay! Yay! (イエイ！イエイ！イエイ！?), cantata da Hitomi Yoshida (ep. 1-24)
- Mankai*Smile! (満開＊スマイル！?), cantata da Hitomi Yoshida (ep. 25-48)

Sigla di apertura italiana
- Glitter Force Theme Song, cantata dalle Blush

Sigla di chiusura italiana
- Wake Up Shake Up, cantata dalle Blush (ep. 1-4)
- What We Need, cantata dalle Blush (ep. 5-8)
- Run (All Together), cantata dalle Blush (ep. 9-12)
- We're All Stars, cantata dalle Blush (ep. 13-16)
- Believe in You, cantata dalle Blush (ep. 17-20)
- Yeah, cantata dalle Blush (ep. 21-24)
- You Can't Stop Me, cantata dalle Blush (ep. 25-28)
- I'm Every Woman, cantata dalle Blush (ep. 29-32)
- Lucky Girl, cantata dalle Blush (ep. 33-36)
- Glitter Force Theme (Remix), cantata dalle Blush (ep. 37-40)

Del video della sigla di testa giapponese sono state realizzate tre versioni: nella prima compaiono tutti i personaggi, mentre nella seconda viene mostrato parte dell'attacco Diluvio, sostituito poi nella terza dall'Esplosione Arcobaleno Reale.
Dei video delle due sigle di coda giapponesi sono state realizzate cinque versioni, una per protagonista. Nel primo le differenze si riscontrano nei secondi iniziali: viene mostrata in primo piano la guerriera cui il video è dedicato, dopodiché la Glitter Force va a raggiungere le altre quattro che stanno già ballando. Nel secondo, nel corso dei primi minuti, viene invece mostrata la guerriera cui il video è dedicato, con al fianco un libro le cui pagine, scorrendo, mostrano le altre Glitter Force. Per l'ultimo episodio, invece, si vede Glitter Rosa che balla in un angolo, mentre il video ripercorre la storia.
Per la sigla italiana di testa viene cambiato il testo e la musica, e il video è un collage di episodi e video della sigla originale. Per quelle di coda è cambiato il testo e la musica, ma il video viene mantenuto quello della seconda sigla di coda giapponese per Wake Up Shake Up, quello della prima per What We Need, mentre per le altre vengono animati nuovi video con un 3D diverso dall'originale giapponese. Le sigle sono cantate in lingua inglese dal gruppo musicale Blush. Glitter Force Theme Song e Wake Up Shake Up sono composte da Noam Kaniel e da lui prodotte insieme a Juan Carlos Quintero.

### Distribuzione
In Giappone la serie è stata raccolta in una collezione di 16 DVD sia da Marvelous AQL che TC Entertainment tra il 22 giugno 2012 e il 29 maggio 2013. Ogni DVD contiene tre episodi.
La serie è stata raccolta anche in quattro cofanetti Blu-ray, pubblicati da Marvelous AQL e TC Entertainment e usciti tra il 26 ottobre 2012 e il 28 giugno 2013.

## Film
| Titolo | Prima visione                |
| Titolo | Giapponese (cinematografica) |
| --- | ---------------------------- |
| Eiga Pretty Cure All Stars New Stage - Mirai no tomodachi (映画 プリキュアオールスターズＮｅｗＳｔａｇｅ みらいのともだち?, Eiga Purikyua Ōru Sutāzu New Stage Mirai no tomodachi)                               | 17 marzo 2012                |
| Eiga Smile Pretty Cure! - Ehon no naka wa minna chiguhagu! (映画 スマイルプリキュア！ 絵本の中はみんなチグハグ！?, Eiga Sumairu Purikyua! Ehon no naka wa minna chiguhagu!)                                      | 27 ottobre 2012              |
| Eiga Pretty Cure All Stars New Stage 2 - Kokoro no tomodachi (映画 プリキュアオールスターズＮｅｗＳｔａｇｅ２ こころのともだち?, Eiga Purikyua Ōru Sutāzu New Stage 2 Kokoro no tomodachi)                       | 16 marzo 2013                |
| Eiga Pretty Cure All Stars New Stage 3 - Eien no tomodachi (映画 プリキュアオールスターズＮｅｗＳｔａｇｅ３ 永遠のともだち?, Eiga Purikyua Ōru Sutāzu New Stage 3 Eien no tomodachi)                             | 15 marzo 2014                |
| Eiga Pretty Cure All Stars - Haru no carnival♪ (映画 プリキュアオールスターズ 春のカーニバル♪?, Eiga Purikyua Ōru Sutāzu Haru no kānibaru♪)                                                                      | 14 marzo 2015                |
| Eiga Pretty Cure All Stars - Minna de utau♪ Kiseki no mahō! (映画 プリキュアオールスターズ みんなで歌う♪奇跡の魔法！?, Eiga Purikyua Ōru Sutāzu Minna de utau♪ Kiseki no mahō!)                                  | 19 marzo 2016                |
| Eiga HUGtto! Pretty Cure ♡ Futari wa Pretty Cure - All Stars Memories (映画 ＨＵＧっと！プリキュア♡ふたりはプリキュア オールスターズメモリーズ?, Eiga HUGtto! Purikyua ♡ Futari wa Purikyua Ōru Sutāzu Memorīzu) | 27 ottobre 2018              |
| Eiga Pretty Cure All Stars F (映画 プリキュアオールスターズＦ?, Eiga Purikyua Ōru Sutāzu F) | 15 settembre 2023            |

## Manga
Il manga di Smile Pretty Cure!, disegnato da Futago Kamikita, è stato serializzato sulla rivista Nakayoshi di Kōdansha da marzo 2012 a febbraio 2013, e consta, a differenza delle serie precedenti, non di tredici, ma di dodici capitoli, che adattano in formato cartaceo l'anime, pur con qualche differenza. Il primo mook, contenente i sette capitoli che vanno dall'inizio della storia a quando le Pretty Cure ottengono la Princess Form, è stato pubblicato l'8 agosto 2012, mentre il secondo, contenente i restanti cinque capitoli e il primo di Dokidoki! Pretty Cure, è stato pubblicato il 1º marzo 2013. La serie è stata raccolta in un tankōbon il 6 marzo 2015, con una storia extra di quattro pagine realizzata appositamente.
| Nº                          | Titolo italiano Giapponese 「Kanji」 - Rōmaji - Traduzione letterale | Data di prima pubblicazione          | Data di prima pubblicazione |
| Nº                          | Titolo italiano Giapponese 「Kanji」 - Rōmaji - Traduzione letterale | Giapponese                           |                             |
| Mook (2 volumi)             | |                                      |                             |
| 1                           | Smile Precure!: O hanashi book! Marugoto smile! 「スマイルプリキュア！ おはなしブック！ まるごとスマイル！」 - Sumairu Purikyua! O hanashi bukku! Marugoto sumairu! – "Smile Pretty Cure!: Il racconto! Insieme a un sorriso!"               | 8 agosto 2012 ISBN 978-4-06-389690-9 |                             |
| 2                           | Dokidoki! Precure & Smile Precure!: O hanashi book! 「ドキドキ！プリキュア ＆ スマイルプリキュア！ おはなしブック！」 - Dokidoki! Purikyua & Sumairu Purikyua! O hanashi bukku! – "Dokidoki! Pretty Cure & Smile Pretty Cure!: Il racconto!" | 1º marzo 2013 ISBN 978-4-06-389741-8 |                             |
| Edizione Wide KC (1 volume) | |                                      |                             |
| Unico                       | Smile Precure! 「スマイルプリキュア！」 - Sumairu Purikyua! | 6 marzo 2015 ISBN 978-4-06-337823-8  |                             |

### Altre pubblicazioni
Il 16 marzo 2013 la Gakken Publishing ha pubblicato in Giappone Smile Precure!: Complete Fan Book (スマイルプリキュア！ コンプリートファンブック?, Sumairu Purikyua! Konpurīto Fan Bukku) con ISBN 978-4-05-606959-4, libro dedicato alla serie contenenti interviste ai produttori, allo staff degli episodi, alle doppiatrici con retroscena che raccontano la nascita di Smile Pretty Cure!.
Il 4 ottobre 2016 è stato pubblicato un romanzo scritto da Yūji Kobayashi e illustrato da Toshie Kawamura con ISBN 978-4-06-314878-7 ambientato dieci anni dopo la fine della serie, in cui Miyuki fa la libraia, Akane gestisce il ristorante di famiglia, Yayoi ha debuttato come mangaka, Nao è allenatrice di calcio e Reika insegna alle scuole medie.

## CD e videogiochi
Durante il corso della serie sono stati pubblicati diversi CD e raccolte, sia di brani musicali che di colonna sonora, da Marvelous AQL. I videogiochi, invece, sono stati distribuiti da Bandai.
| Nº | Titolo CD | Numero tracce | Data uscita      |
| -- | --- | ------------- | ---------------- |
| 1  | Let's go! Smile Precure! / Yay! Yay! Yay! (Ｌｅｔ'ｓ ｇｏ！スマイルプリキュア！／イエイ！イエイ！イエイ！?)                                                 | 4             | 7 marzo 2012     |
| 2  | Smile Precure! - Original Soundtrack 1: Precure Sound Parade!! (スマイルプリキュア！ オリジナル・サウンドトラック１ プリキュア・サウンド・パレード！！?)    | 32            | 6 giugno 2012    |
| 3  | Smile Precure! - Vocal Album 1: ~Hirogare! Smile World!!~ (スマイルプリキュア！ ボーカルアルバム１ ～ひろがれ！スマイルワールド！！～?)                     | 11            | 18 luglio 2012   |
| 4  | Mankai*Smile! / Warau waraeba waraou♪ (満開＊スマイル！／笑う 笑えば 笑おう♪?)                                                                              | 4             | 5 settembre 2012 |
| 5  | Smile Precure! - Original Soundtrack 2: Precure Sound Rainbow!! (スマイルプリキュア！ オリジナル・サウンドトラック２ プリキュア・サウンド・レインボー！！?) | 35            | 28 novembre 2012 |
| 6  | Smile Precure! - Vocal Album 2: ~Minna egao ni naare!~ (スマイルプリキュア！ ボーカルアルバム２ ～みんな笑顔になぁれ！～?)                                  | 11            | 28 novembre 2012 |
| 7  | Smile Precure! - Vocal Best (スマイルプリキュア！ ボーカルベスト?)                                                                                          | 16            | 16 gennaio 2013  |
| 8  | Precure Vocal Best BOX (プリキュア ボーカルベストＢＯＸ?)                                                                                                   | 240           | 4 settembre 2013 |
| 9  | Precure Colorful Collection: Lovely♥Pink (プリキュアカラフルコレクション ラブリー♥ピンク?)                                                                  | 33            | 17 dicembre 2014 |
| 10 | Precure Colorful Collection: Kirakira☆Citrus (プリキュアカラフルコレクション キラキラ☆シトラス?)                                                            | 27            | 17 dicembre 2014 |
| 11 | Precure Colorful Collection: Twinkle♦Blue (プリキュアカラフルコレクション トゥインクル♦ブルー?)                                                             | 29            | 17 dicembre 2014 |
| 12 | Precure Colorful Collection: Happy♪Red&White (プリキュアカラフルコレクション ハッピー♪レッド＆ホワイト?)                                                    | 31            | 17 dicembre 2014 |
| 13 | Precure Opening Theme Collection 2004~2016 (プリキュア オープニングテーマコレクション２００４～２０１６?)                                                   | 15            | 3 agosto 2016    |
| 14 | Precure Ending Theme Collection 2004~2016 (プリキュア エンディングテーマコレクション２００４～２０１６?)                                                    | 25            | 25 gennaio 2017  |

| Nº | Titolo videogioco                                                                            | Piattaforma  | Data uscita   |
| -- | -------------------------------------------------------------------------------------------- | ------------ | ------------- |
| 1  | Smile Precure!: Let's Go! Märchen World (スマイルプリキュア！ レッツゴー！メルヘンワールド?) | Nintendo 3DS | 2 agosto 2012 |

## Trasmissioni e adattamenti nel mondo
Smile Pretty Cure! è stato trasmesso, oltre che in Giappone, anche in diversi Paesi in tutto il mondo.
| Stato         | Rete televisiva / piattaforma streaming | Data 1ª TV/streaming            |
| ------------- | --------------------------------------- | ------------------------------- |
| Albania       | Bang Bang                               | 27 luglio – 22 agosto 2017      |
| Corea del Sud | Champ TV, Anione TV                     | 21 luglio – 4 novembre 2014     |
| Hong Kong     | TVB Jade                                | 25 giugno – 4 dicembre 2015     |
| Taiwan        | YOYO TV                                 | 16 agosto 2014 – 4 luglio 2015  |
| Thailandia    | Modern Nine TV, Cartoon Club Channel    | 26 agosto 2018 – 22 giugno 2019 |
| Vietnam       | HTV2                                    | 23 ottobre 2014                 |

I diritti per l'occidente sono stati acquistati nel 2013 da Saban, che ha rinominato la serie Glitter Force, tagliato otto episodi e cambiato la colonna sonora, oltre a tutti i nomi, le trasformazioni e gli attacchi, eliminando anche ogni riferimento alla cultura giapponese. È inoltre diversa la sequenza di apertura del primo episodio: mentre in originale comincia direttamente con l'incontro di Emily e Candy, Glitter Force inizia con Emily che sogna di trasformarsi in una guerriera insieme ad altre quattro ragazze sconosciute; in seguito la ragazza fa più volte riferimento a questo suo sogno premonitore quando incontra per la prima volta Kelsey, Lily, April e Chloe in classe, e quando le recluta nella squadra. Glitter Force è stata resa disponibile su Netflix doppiata in inglese, spagnolo, portoghese, italiano e tedesco prima delle trasmissioni televisive, fra le quali sono inclusi ebraico, russo e greco.
In Corea del Sud le sigle sono cantate in coreano e restano invariate le formule di trasformazione e gli attacchi, ma viene eliminato ogni riferimento al Giappone e cambiano tutti i nomi dei personaggi: Miyuki è Kim Da-som (김다솜?), Akane è Hong Ju-hwa (홍주화?), Yayoi è Hwang Bo-mi (황보미?), Nao è Chae Hee-ran (채희란?) e Reika è Han Seol-hee (한설희?). Nella versione originale giapponese Akane parla il dialetto del Kansai, mentre in quella coreana quello del Gyeongsang.
L'adattamento adottato a Taiwan, in cinese, rende la parola Cure con il carattere 天使S (Tiānshǐ), che significa "Angelo", nei nomi delle protagoniste, e con i caratteri Ｓｍｉｌｅ光之美少女！S (Smile Guāng zhīměi shàonǚ!, lett. "Smile Ragazze della Luce!") il titolo della serie. Gli episodi, oltre ad essere doppiati, sono anche sottotitolati e traducono solamente la prima sigla di chiusura in mandarino; le trasformazioni e gli attacchi sono tradotti. A Hong Kong, i nomi presentano gli stessi ideogrammi degli originali, ma cambia la pronuncia, le formule di trasformazione restano invariate e gli attacchi sono tradotti.
In Thailandia, l'adattamento conserva i nomi originali, anche i suffissi onorifici giapponesi come -chan e -san. Il doppiaggio non mantiene il labiale dei personaggi, sovrapponendo a volte le voci. Un episodio dura all'incirca 40-43 minuti, per via degli intermezzi pubblicitari.
In Vietnam la serie cambia il titolo in Chiến binh nụ cười! (lett. "Guerriere del Sorriso!"), mantiene i nomi originali da umane, ma traduce quelli da Pretty Cure. Solamente la sigla di testa è in lingua vietnamita e le formule di trasformazione e gli attacchi vengono cambiati.